# USS Hatfield (DD-231)
Za druga plovila z istim imenom glejte USS Hatfield.
USS Hatfield (DD-231) je bil rušilec razreda Clemson v sestavi Vojne mornarice Združenih držav Amerike.